# De Hoop ('t Zand)
De Hoop is een korenmolen aan de Parallelweg in 't Zand. Het is een maalvaardig herbouwde versie van de oorspronkelijke korenmolen, waarbij het originele achtkant is gebruikt.

## Geschiedenis
De stellingmolen werd volgens sommigen in de 17e eeuw in Wormerveer als oliemolen "De Bok" gebouwd, maar inmiddels is vastgesteld dat de romp uit Leiden afkomstig is, waar hij dienst deed als aandrijving voor houtzaagmolen "De Haan", die werd gebouwd in 1782. Toen deze molen in 1863 werd verstoomd, werd het achtkant verkocht om het in 't Zand in te richten als korenmolen. Hij werd gebouwd aan wat later het Molenpad werd genoemd. In 1913 kocht de familie Zeeman de molen. Hij heeft als windmolen dienstgedaan tot 1920, toen het maalbedrijf omschakelde naar diesel- en elektromotoren. In 1940 werd molen De Hoop onttakeld, om te worden leeggehaald en ingericht als silo.
Nadat de molenromp in 2004 de monumentstatus had gekregen, werd het plan opgevat om hem op een andere locatie in het dorp opnieuw van een gevlucht te voorzien. In 2008 werd hiertoe de Stichting "Behoud Korenmolen van Zeeman" opgericht. Er werd een perceel aangekocht aan de uitrit aan de N9, waar de windvang en het zicht op de molen hem in de toekomst beter tot zijn recht doen komen.
Op 11 mei 2011 is het achtkant van De Hoop met een oplegger verplaatst naar deze locatie. In april 2012 is een nieuwe kap geplaatst en zijn de roeden gestoken. In 2013 werd de molen weer in bedrijf gesteld als maalvaardige windkorenmolen. De molen staat op een verhoging in het landschap en domineert de landelijke omgeving, wat nog wordt versterkt door de ca. 1 meter hoge stenen onderbouw waarop het achtkant is geplaatst. Naast de molen is een schuur aanwezig waarin een dieselmotor van het merk Ruston & Hornsby staat opgesteld waarmee de maalstenen kunnen worden aangedreven. In dit gebouw bevindt zich ook een theeschenkerij. Het geheel is van april t.m. oktober tegen betaling te bezichtigen.

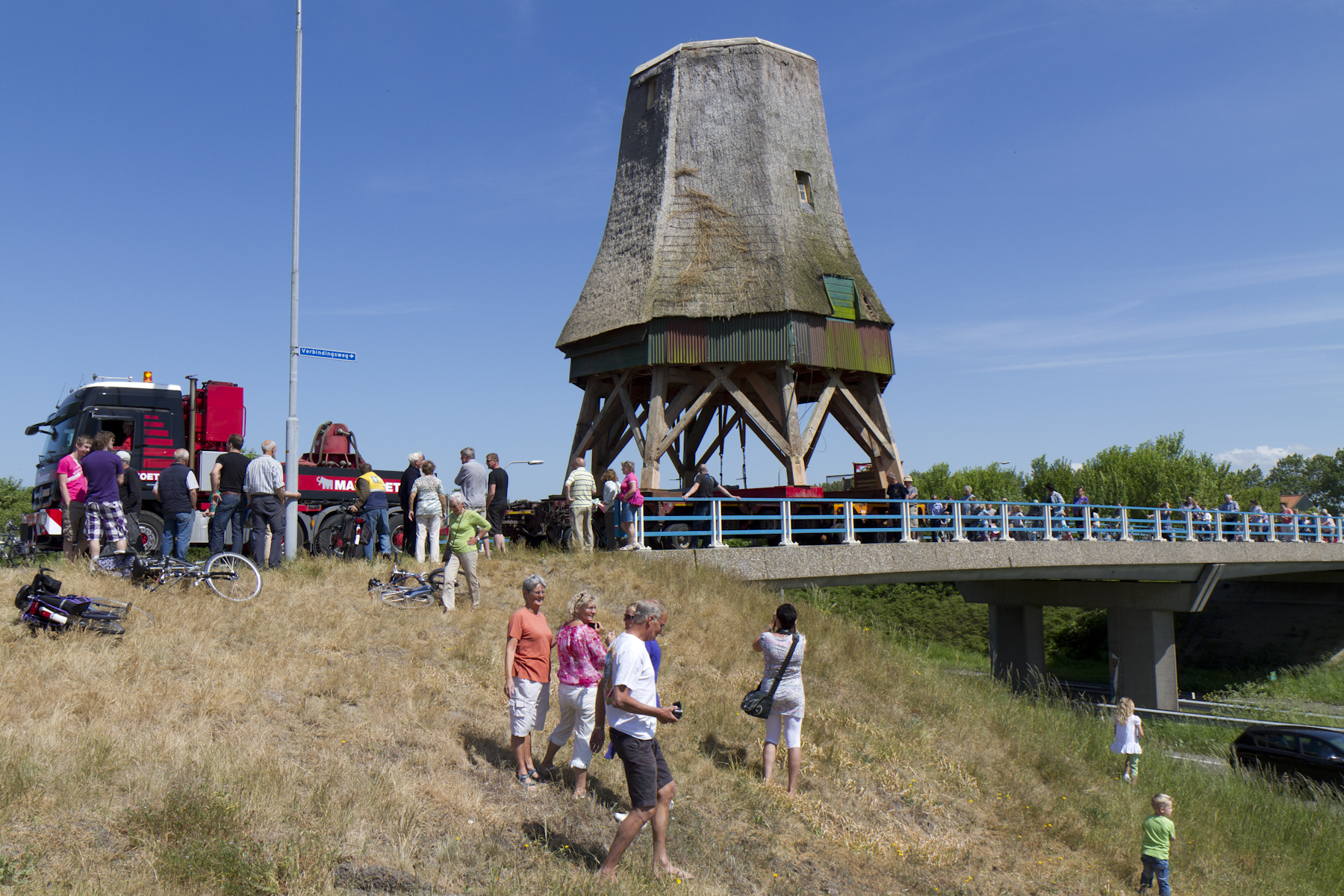
De molenromp steekt de N9 over